# کارت عکسدار نیو ساوت ولز
کارت عکسدار نیو ساوت ولز کارتی بود که هر شخص به صورت دلخواه می‌توانست با مراجعه به اداره ترافیک و جاده‌های نیو ساوت ولز استرالیا (منحل شده در سال ۲۰۱۱) تهیه کند. این کارت برای کسانی مناسب بود که یا گواهی‌نامه رانندگی رسمی این ایالت را نداشتند یا از کارت‌های عکسدار دیگری به عنوان شناسنامه استفاده می‌کردند. ابعاد این کارت به اندازه کارت پرداخت بوده و نام، تاریخ تولد، جنسیت، عکس، امضا، آدرس و وضعیت اهداء عضو دارنده را مشخص می‌کرد.
این کارت از ۱۴ دسامبر ۲۰۰۵ جایگزین کارت "مدرک سنی" (به انگلیسی: proof of age) شد. کارت مدرک سنی تنها برای افراد بین ۱۸ تا ۲۵ سال کاربرد داشت. اما کارت عکسدار نیو ساوت ولز برای هر فرد بالای ۱۶ سال بدون گواهی‌نامه مناسب بود.